# Jan Stryprock
Jan II Stryprock (ur. ok. 1300, zm. 1 września 1373 w Awinionie) – biskup warmiński w latach 1355–1373.

## Życiorys
Był kanonikiem kapituły warmińskiej we Fromborku, pełnił w niej prałacką funkcję kustosza. Po śmierci Jana z Miśni został wybrany na biskupa warmińskiego, 17 listopada 1355 otrzymał prowizję papieską. Położył duże zasługi dla rozwoju gospodarczego diecezji, dbał także o sprawy kościelne; przeprowadzał co trzy lata synody diecezjalne.
Toczył spory z zakonem krzyżackim w obronie majątków biskupich, m.in. o część Puszczy Galindzkiej. W 1369 doszło do tak ostrego starcia między Stryprockiem a wielkim mistrzem, że ten rzucił się ze sztyletem na biskupa i tylko dzięki interwencji osób postronnych biskup zachował życie.  Wobec nieustępliwej postawy wielkiego mistrza Winryka von Kniprode biskup udał się ze skargą do papieża, rezydującego w Awinionie. Tam zmarł; niewykluczone, że został otruty przez agentów krzyżackich.
Papież mianował jego następcą Henryka Sorboma.